# Bråttö
Bråttö este o arie protejată (arie specială de conservare — SAC, sit de importanță comunitară — SCI) din Finlanda întinsă pe o suprafață de 28,68 ha, integral pe uscat.

## Localizare
Centrul sitului Bråttö este situat la coordonatele 59°58′59″N 20°18′03″E / 59.983056°N 20.300833°E.

## Înființare
Situl Bråttö a fost declarat sit de importanță comunitară în iunie 1997 pentru a proteja un număr necunoscut de specii din flora spontană și fauna sălbatică aflate în arealul zonei. Situl a fost protejat și ca arie specială de conservare în decembrie 2015.

## Biodiversitate
Situată în ecoregiunea boreală, aria protejată conține 2 habitate naturale: Faleze cu vegetație de pe coastele atlantice și baltice, Taiga vestică.
La baza desemnării sitului se află un număr nedeclarat de specii protejate.
Pe lângă speciile protejate, pe teritoriul sitului au mai fost identificate 4 specii de păsări.